# Можгинський повіт
Можги́нський пові́т (рос. Можгинский уезд) — адміністративна одиниця Вотської АО РРФСР, що існувала з 1921 до 1929 року.
Повіт був утворений 1921 року у зв'язку з утворення національних автономій. Територія колишнього Єлабузького повіту була поділена на 2 частини — 9 південних волостей увійшли до складу Єлабузького кантону Татарської АРСР, 14 північних — відійшли до Можгинського повіту: Алнаська, Білярська, Варзі-Ятчинська, ВАсилівська, Великокіб'їнська, Великопудгинська, Великоучинська, Граховська, Можгинська, Новогорська, Олександровська, Поршурська, Староятчинська, Троцька (до 1920 року Бемишівська).
Центром повіту було спочатку село Можга, але 8 травня 1924 року село майже повністю згоріло. Повітовий центр був перенесений до селища Сюгинський завод, яке з 3 квітня 1924 року стало селищем Красний, 4 жовтня 1926 року — містом Красний, а з 16 грудня 1926 року містом Можга.
Декретом від 28 липня 1924 року був затверджений новий поділ повіту, кількість волостей скорочено до 7 — Алнаська, Великокиб'їнська, Великоучинська, Вавозька, Граховська, Можгинська та Троцька. Тоді ж зі складу Іжевського повіту були передано: Ільїнська волость (увійшла до складу Великокиб'їнської волості), Вавозька, Водзимоньїнська та частина поселень Ува-Туклінського волості Селтинського повіту (вони утворили окрему Вавозьку волость), а також 5 поселень Олександровської волості відійшли до складу Іжевського повіту. Згідно з постановою ВЦВК від 10 липня 1929 року в склад Вавозької волості передані 5 сільрад Воліпельгинської волості.
15 липня 1929 року повіти Вотської АО були ліквідовані, на території повіту утворені райони — Алнаський, Вавозький, Граховський та Можгинський.